# Divilacan
Divilacan (Filipino: Bayan ng Divilacan) ist eine philippinische Stadtgemeinde in der Provinz Isabela, Verwaltungsregion II, Cagayan Valley. Sie hat 5687 Einwohner (Zensus 1. August 2015), die in 12 Barangays lebten. Sie wird als Gemeinde der zweiten Einkommensklasse auf den Philippinen und als teilweise urbanisiert eingestuft.
Divilacan liegt im Nordosten der Provinz, an der Küste der Philippinensee. Die Gemeinde liegt in dem Gebirgsmassiv der Sierra Madre. Sie liegt 456 km nördlich von Manila und ist über den Marhalika Highway und anschließend der Ilagan – Divilacan Road erreichbar. Ihre Nachbargemeinden sind Maconacon im Norden, Tumauini im Westen, Ilagan City im Süden.
Divilacan ist vor allem bekannt durch seine Lage im Northern Sierra Madre Natural Park, dieser steht seit 2006 auf der Vorschlagsliste zur Aufnahme in das UNESCO-Welterbeliste.

## Baranggays

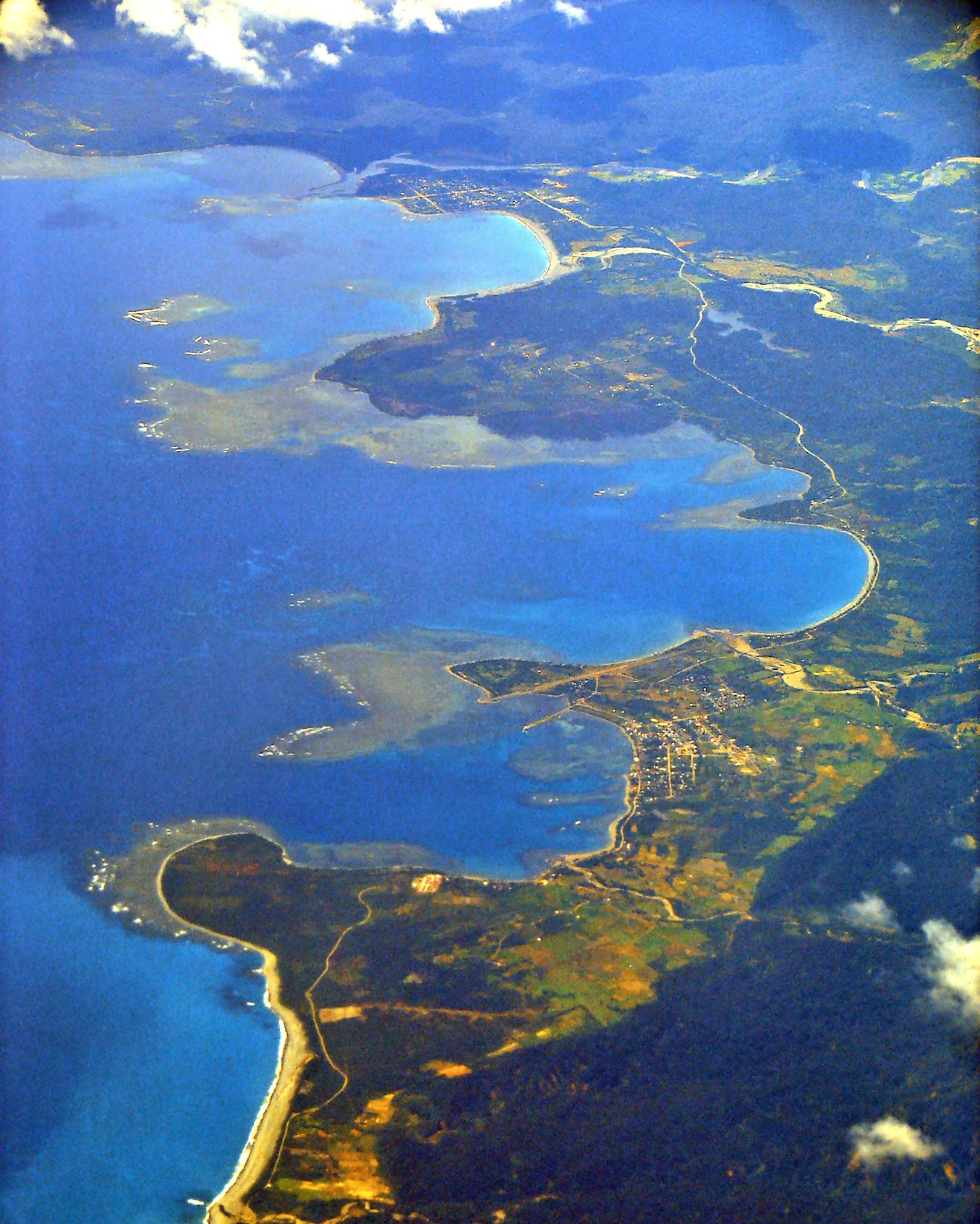
Divilacan Bucht

| - Bicobian - Dibulos - Dicambangan - Dicaroyan - Dicatian - Dilakit | - Dimapnat - Dimapula - Dimasalansan - Dipudo - Ditarum - Sapinit |

## Weblink
- Informationen der Philippine Statistics Authority über Divilacan